# Slaget om Angaur
Slaget om Angaur var ett slag i stillahavskriget under andra världskriget och utkämpades på ön Angaur, Palau mellan 17 och 30 september 1944.

## Bakgrund
Angaur är en liten vulkanisk ö, 4,8 km lång, skild från Peleliu genom ett 9,7 km långt sund. En mycket liten inhemsk befolkning levde av jordbruk, fiske och fosfatgruvdrift. I mitten av 1944 hade japanerna på ön  1 400 soldater under övergripande ledning av Palaus sektorgruppsbefälhavare, generallöjtnant Sadae Inoue.
Det svaga försvaret av Palau och potentialen för byggandet av ett flygfält gjorde den till ett attraktivt mål för amerikanerna efter dess erövrande av Marshallöarna, men brist på landstigningsfartyg innebar att operationer mot Palau inte kunde börja förrän Marianerna var säkrade.

## Slaget
Den 11 september 1944 inleddes bombardemang mot Angaur av slagskeppet USS Tennessee, kryssare och Dauntless-störtbombare från hangarfartyget USS Wasp. Sex dagar senare, den 17 september, landsteg den amerikanska 81:a infanteridivisionen, under generalmajor Paul J. Muellers befäl, på den nordöstra och sydöstra kusten. Minor och trängsel på stranden var inledningsvis ett större problem än japanska motanfall. Motståndet skärptes dock allteftersom amerikanerna avancerade mot "the Bowl", en kulle nära sjön Salome i nordvästra delen av ön, där japanerna planerade att föra sin sista strid. Från den 20 september attackerade 322:a bataljonen upprepade gånger "the Bowl", men de 750 försvararna slog tillbaka med artilleri, granatkastare och kulsprutor. Så småningom tog hunger, törst samt amerikansk granateld och bombningar ut sin rätt mot japanerna och den 25 september hade amerikanerna brutit igenom "the Bowl". Istället för att kämpa för att erövra grottorna använde amerikanerna bandschaktare för att försegla ingångarna. Den 30 september var ön säkrad.

## Efterspel

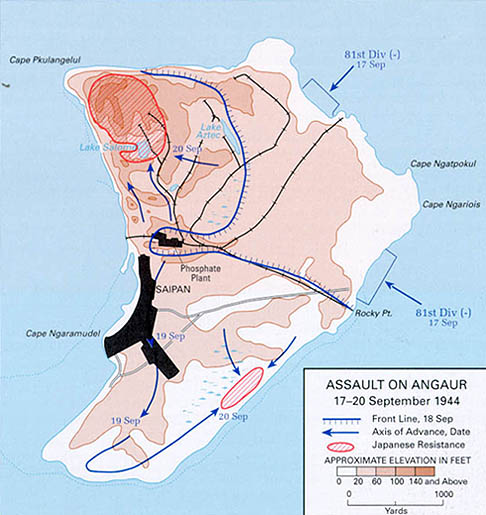
Karta över slagfältet på Angaur.

Flygfält höll på att konstrueras medan slaget fortfarande utkämpades, men den försenade starten av Palauoperationen innebar att flygfält inte var färdiga i tid för starten av operationerna i Filippinerna i oktober 1944. Amiral William Halsey, Jr. hade hävdat före invasionen av Palau att operationen var onödig och militära historiker har hävdat detsamma, vilket tyder på att den största fördelen var stridserfarenheten som 81:e infanteridivisionen fick.
Den 81:a divisionen gick vidare direkt till striden på Peleliu Island för att understödja 1:a marindivisionen, som hade mött mycket hårt motstånd i det centrala höglandet på den ön.